# هان-سور-نیه
هان-سور-نیه (به فرانسوی: Han-sur-Nied) یک کمون در فرانسه است که در Canton of Faulquemont واقع شده‌است.

## خصوصیات
هان-سور-نیه ۲٫۰۲ کیلومترمربع مساحت و ۲۰۹ نفر جمعیت دارد و ۲۳۰ متر بالاتر از سطح دریا واقع شده‌است.